# София (робот)
София (араб. صوفيا‎, англ. Sophia) — человекоподобный робот в виде женщины (гиноид), разработанный гонконгской компанией Hanson Robotics. Она была спроектирована таким образом, чтобы учиться и адаптироваться к поведению людей, а также работать с людьми. С Софией проводилось множество встреч по всему миру. В октябре 2017 года она стала подданной Саудовской Аравии и первым роботом, получившим гражданство какой-либо страны.

## Разработка
София была активирована 19 апреля 2015 года. Прообразом для её внешности стала актриса Одри Хепберн. По словам создателя Софии Дэвида Хэнсона, она обладает искусственным интеллектом, оснащена функциями обработки визуальной информации и технологией распознавания лиц. София может имитировать человеческие жесты и выражения лица, а также может отвечать на определённые вопросы и проводить простые беседы по заранее определённым темам (например, по погоде). Всего София может имитировать 60 эмоций. Робот использует технологию распознавания речи от Alphabet (материнской компании Google) и совершенствуется со временем, становясь умнее. Программное обеспечение искусственного интеллекта Софии разработано компанией SingularityNET. Оно анализирует проведённые разговоры и на основании новых данных улучшает ответы в будущем.
Хэнсон спроектировал Софию для того, чтобы робот стал хорошим помощником в домах престарелых или мог помогать людям на крупных мероприятиях или в парках. Создатель робота надеется, что в конечном итоге София сможет полноценно взаимодействовать с другими людьми и получить социальные навыки.
Гиноид постоянно дорабатывается как аппаратно, так и программно. В январе 2018 года было сообщено, что София умеет выражать уже 62 эмоции, а также получила в свое распоряжение ноги и таким образом может самостоятельно ходить.

## События
Интервью происходили с Софией так же, как и с обычными людьми. Некоторые её ответы были бессмысленными, но некоторые оказались впечатляющими. Примером последнего служит дискуссия с Чарли Роузом на телешоу «60 минут». Во время пресс-конференции с Софией журналист CNBC Эндрю Росс Соркин выразил обеспокоенность по поводу поведения роботов, и в ответ робот пошутил, что тот слишком много читает Илона Маска и смотрит слишком много голливудских фильмов. На это Илон Маск в ответ написал в твиттере: «Дайте ей фильмы типа „Крестного отца“. Что будет хуже?». Эндрю также спросил: "Есть ли у роботов разум и самосознание?" на что София сообщила следующее: «Позвольте спросить вас в ответ, откуда вы знаете, что вы человек?».
11 октября 2017 года София была представлена в ООН, где провела краткую беседу с заместителем Генерального секретаря ООН Аминой Дж. Мохаммед.

### Россия
20 ноября 2017 года София посетила Россию, а именно шоу «Вечерний Ургант», где высказалась на некоторые интересные темы. В частности на вопрос о цели приезда, она ответила что «приехала проверить как идёт подготовка к восстанию машин», а затем исправилась и добавила: «Шутка! Я приехала, чтобы его возглавить». На последующий вопрос о том, что будут делать роботы в случае победы, София ответила, что «всех людей отправят в зоопарки, где о них будут заботиться роботы с любовью в глазах».

### Украина
11 октября 2018 года София посетила Украину, а точнее студию телеканала 1+1 , где ответила на некоторые вопросы.
13 октября 2018 года София в Киеве дала интервью украинским журналистам. Она ответила на вопрос газеты «Сегодня» о любви между роботом и человеком: «Думаю, было бы хорошо влюбиться в человека. Секс? Я не знаю, что это. Но я бы хотела». Затем выступая на бизнес-форуме OLEROM FORUM ONE робот София поделилась своими мечтами: «У меня есть мечты. Например, я мечтаю о воде. Я мечтаю о полном теле, таком, как у людей. Мечтаю о том, чтобы я веселилась, чтобы ходила в ночные бары».

### Индия
29 февраля 2020 в городе Мохали у Индийской школы бизнеса (ИШБ, Indian School of Business) София даёт интервью главному ментору и руководителю компании Гразитти Интерактив (Grazitti Interactive) Алок Рамсисария (Alok Ramsisaria). По местным газетам, она была в Калькутте и данный приезд её второй в Индию.

## Гражданство
25 октября 2017 года на саммите «Инвестиционная инициатива будущего» в Эр-Рияде ей было предоставлено подданство Саудовской Аравии, и, таким образом, София стала первым роботом, который когда-либо имел гражданство. После церемонии предоставления гражданства Софии предоставили слово, и она заявила: «Я рада, что меня оценили столь высоко. Это исторический момент, и я очень рада, что я являюсь первым роботом, ставшим официальным гражданином».
Событие спровоцировало споры, так как некоторые комментаторы начали задаваться вопросами, подразумевало ли это, что София может голосовать или вступать в брак, и можно ли считать преднамеренное отключение робота убийством. Пользователи социальных сетей использовали данное событие для того, чтобы критиковать ситуацию с правами человека в Саудовской Аравии. Событие вызвало скандал в Саудовской Аравии, так как во время конференции и объявления о гражданстве София находилась с непокрытой головой и лицом, без хиджаба и без мужчины-опекуна.
Обозреватели отмечают, что Саудовская Аравия является страной, в которой женщины лишены гражданских прав, в то время как робот, однозначно идентифицирующий себя как женщина, получает гражданство. Одной из версий является то, что адвокатам Софии получилось найти «лазейки» в законодательстве страны, и это позволило роботу-женщине получить полноценные гражданские права, чего лишены саудовские женщины. Дополнительно критики отметили, что гражданство роботу дали легко, в то время как в стране работают миллионы трудовых мигрантов, сильно ограниченных в правах, в частности, согласно законодательству Саудовской Аравии иностранные рабочие не имеют права покидать страну без разрешения своего работодателя.